# Grünburg
Grünburg ist eine Gemeinde in Oberösterreich im Bezirk Kirchdorf im Traunviertel mit 3834 Einwohnern (Stand 1. Jänner 2025).

## Geografie
Grünburg liegt im Traunviertel, am Nordrand der Oberösterreichischen Voralpen, im Tal der Steyr.
Die Ausdehnung beträgt von Nord nach Süd 12,2 km und von West nach Ost 6,2 km. Die Gesamtfläche beträgt 43,23 Quadratkilometer. Über die Hälfte der Fläche ist bewaldet und 37,9 Prozent werden landwirtschaftlich genutzt. Die Gemeindefläche ist zu 46,4 Prozent Dauersiedlungsraum. Mit 89 Einwohnern pro Quadratkilometern liegt die Bevölkerungsdichte deutlich über dem Bezirksschnitt und nach Einwohnern ist die Gemeinde Grünburg nach (in absteigender Reihenfolge) Kremsmünster, Micheldorf in Oberösterreich, Pettenbach (Oberösterreich) und Kirchdorf an der Krems die fünftgrößte im Bezirk Kirchdorf.
Die östliche Gemeindegrenze wird zur Gänze durch den Fluss Steyr gebildet.

### Gemeindegliederung
Das Gemeindegebiet umfasst fünf Ortschaften und gleichnamige Katastralgemeinden (Einwohner Stand 1. Jänner 2025; Fläche Stand 31. Dezember 2023):
- Leonstein: im Süden, gegenüber von Molln

(2050 Ew. / 1.620,93 ha)
- Obergrünburg: im Zentrum ∗

(712 Ew. / 367,48 ha)
- Pernzell: südlich oberhalb Obergrünburg ∗

(0 Ew. / 1.076,3 ha)
- Untergrünburg: im Norden, gegenüber von Steinbach; Gemeindehauptort

(Ortschaft „Grünburg“ 1068 Ew. / 95,59 ha)
- Wagenhub: oberhalb von Unter- und Obergrünburg

(4 Ew. / 1.162,82 ha)
Zählsprengel sind Untergrünburg-Wagenhub, Obergrünburg-Pernzell und Leonstein.
∗ Die Katastralgemeinde Obergrünburg zieht sich schmal entlang der Steyr, und umfasst dann noch ein Gebiet südlich von Pernzell (Außerort, Schmiedleiten, Priethal).
Der zuständige Gerichtsbezirk ist der Gerichtsbezirk Kirchdorf an der Krems.

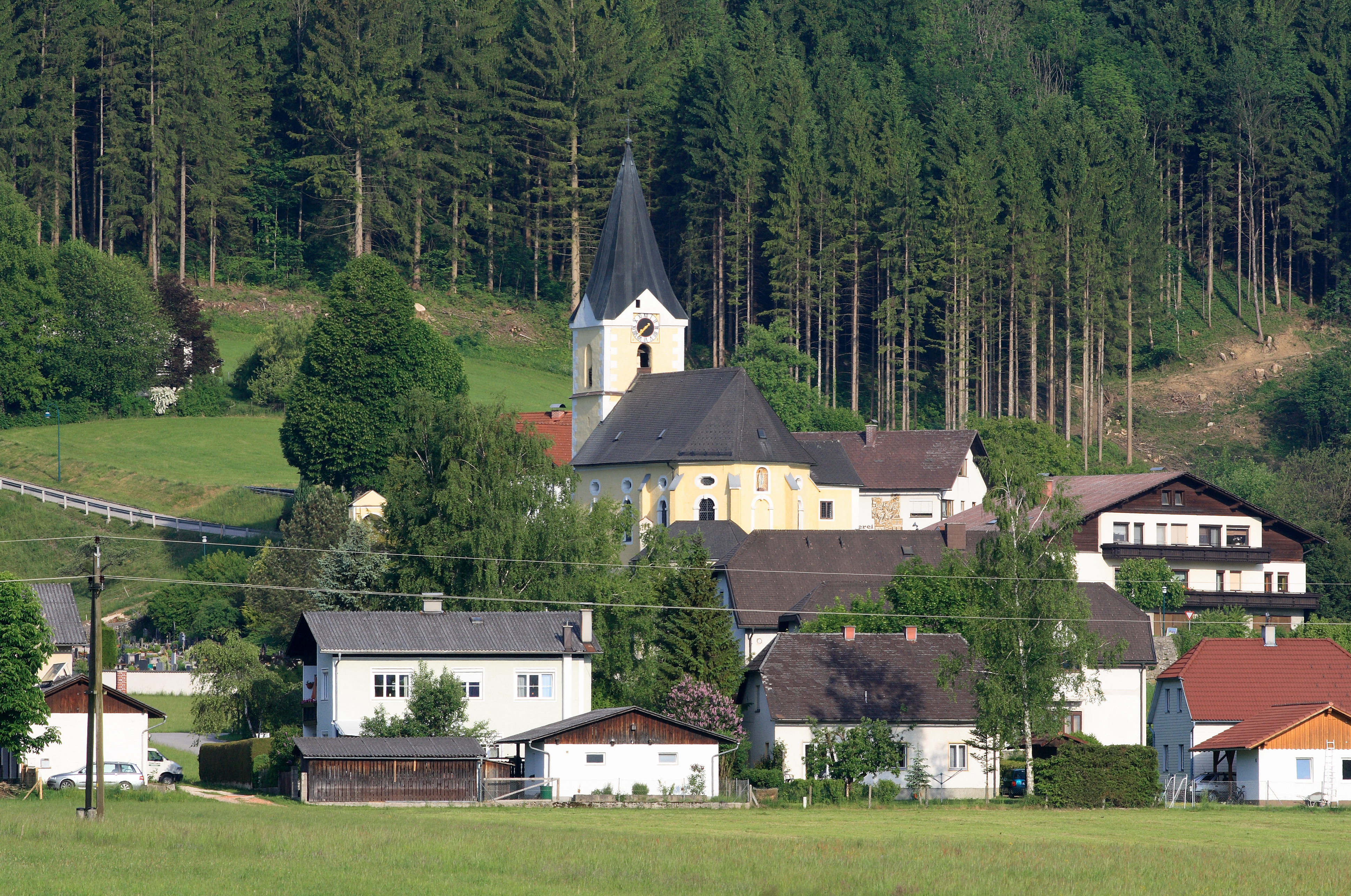
Leonsteiner Ortskern
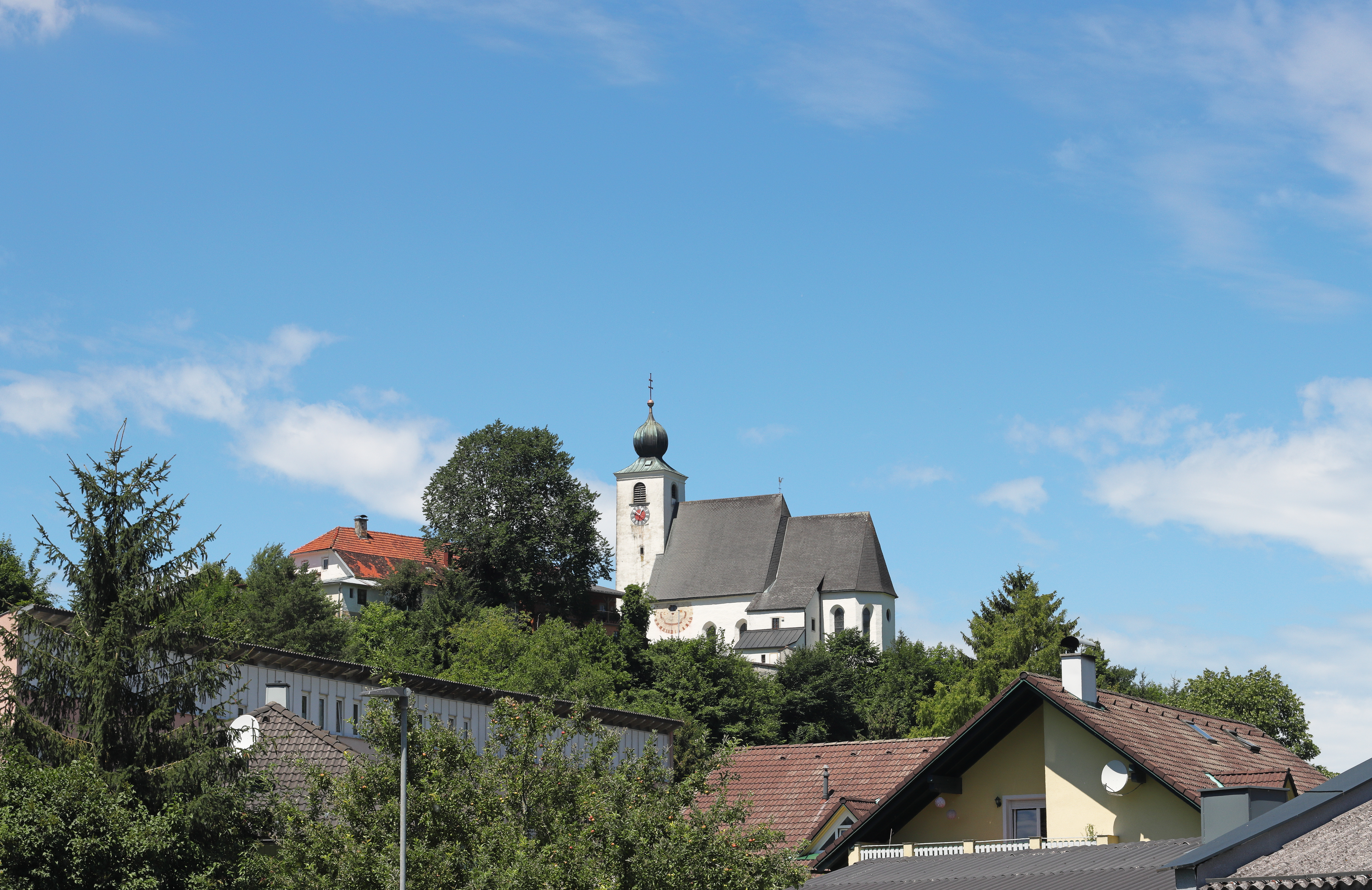
Obergrünburg mit Kirche

### Nachbargemeinden
Zwei der sieben Nachbargemeinden liegen im Bezirk Steyr-Land (SE).
| Nußbach                      | Adlwang (SE)                                | Waldneukirchen (SE)    |
| Oberschlierbach              | Kompassrose, die auf Nachbargemeinden zeigt | Steinbach an der Steyr |
| Micheldorf in Oberösterreich |                                             | Molln                  |

## Geschichte

### Ortsgeschichte

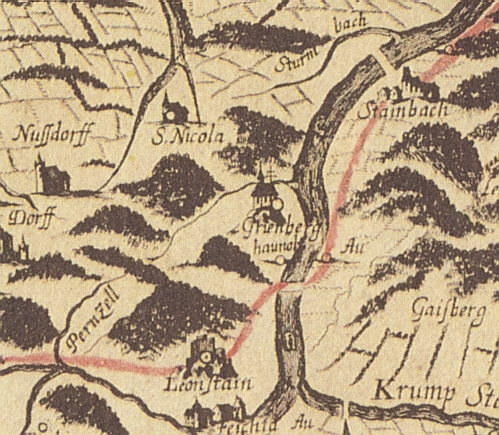
Ausschnitt aus Vischers Karte (1669)

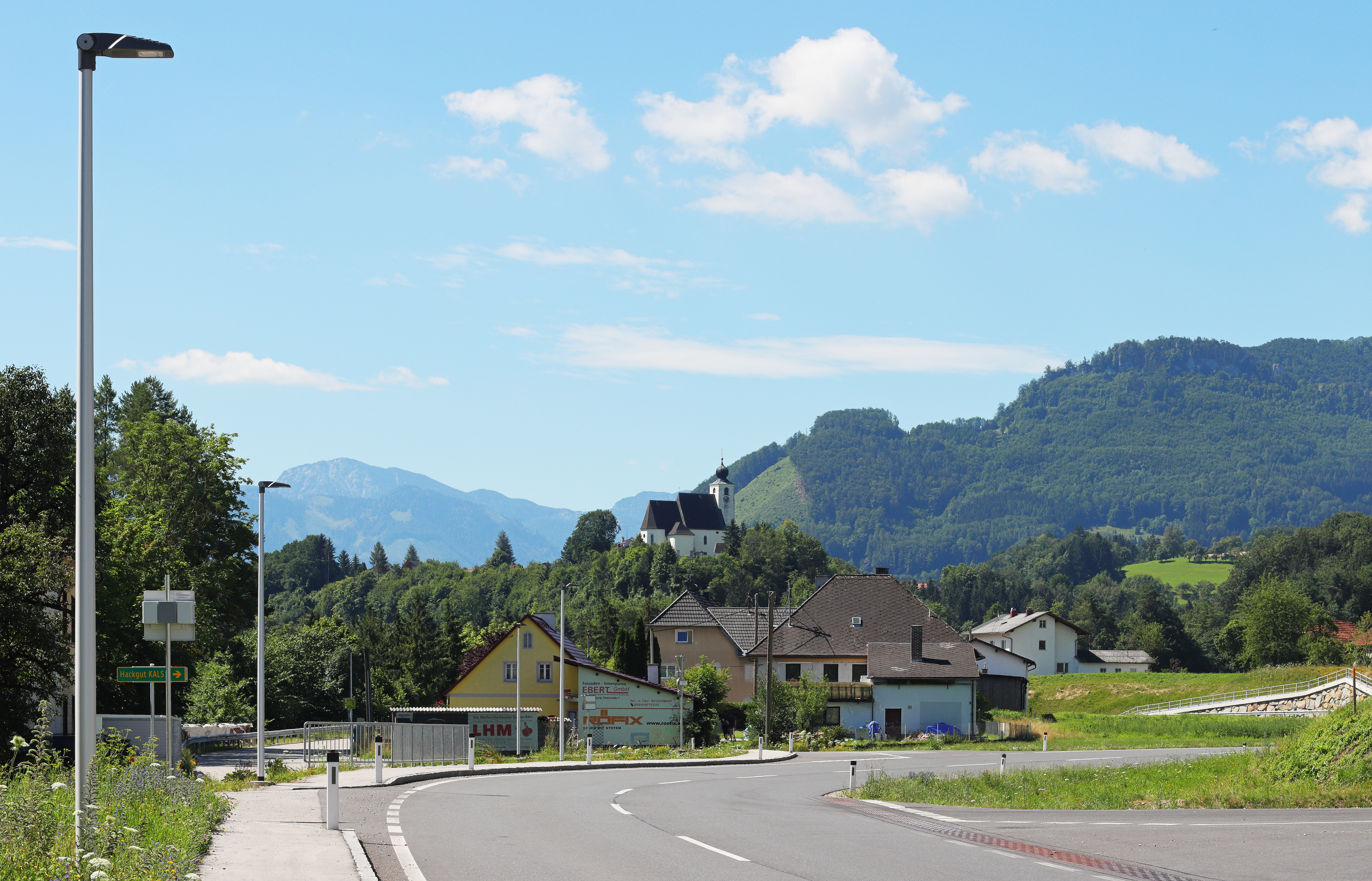
Der Kirchenhügel. Blick von Untergrünburg nach Süden

Eine Burg auf dem heutigen Kirchenhügel in Obergrünburg wurde erstmals um 1130 erwähnt. Heute befindet sich dort die Pfarrkirche Obergrünburg. Leonstein ist 1140 urkundlich, dürfte aber wesentlich älter sein.
Ursprünglich im Ostteil des Herzogtums Bayern liegend, gehörte der Ort seit dem 12. Jahrhundert zum Herzogtum Österreich. Seit 1490 wurde er dem Fürstentum Österreich ob der Enns zugerechnet.
Während der Napoleonischen Kriege war der Ort mehrfach besetzt.
Kirche und Berg werden noch bis in das späte 18. Jahrhundert als Grienberg bezeichnet. Untergrünburg, der heutige Gemeindehauptort, war ursprünglich nur der Brückenkopf von Steinbach, der erst ab dieser Zeit an Bedeutung gewann. Bei Schaffung der Ortsgemeinden nach 1848/49 wurde auch die Pfarre Leonstein dazugelegt.
Seit 1918 gehört der Ort zum Bundesland Oberösterreich. Nach dem Anschluss Österreichs an das Deutsche Reich am 13. März 1938 gehörte der Ort zum Gau Oberdonau, 1945 erfolgte die Wiederherstellung Oberösterreichs.

### Einwohnerentwicklung
Von 1981 bis 1991 waren Geburtenbilanz und Wanderungsbilanz positiv, von 1991 bis 2001 gab es einen hohen Geburtenüberschuss bei leichter Abwanderung. Nach 2001 wurde die Geburtenbilanz negativ, aber es erfolgte eine Zuwanderung.

## Kultur und Sehenswürdigkeiten
- Ruine Burg Leonstein
- Schloss Leonstein
- Katholische Pfarrkirche Grünburg hl. Georg
- Katholische Pfarrkirche Leonstein hl. Stephanus
- Freilichtmuseum Schmiedleithen
- Steyrtalbahn: Museumsbahn (Museumsbahnhof Grünburg noch vor der Gemeindegrenze auf Waldneukirchner Gebiet)

Naturdenkmäler
- Rinnerberger Klamm
- Rinnerberger Wasserfall

### Regelmäßige Veranstaltungen
- Ortsfest in Grünburg
- Westernball am Pfingstsonntag
- Arbeiterball in Leonstein
- Advent im Schloss Leonstein
- Weinfest in der Gärtnerei Bergmaier Russmann
- Peterfeuer in Leonstein
- Sonnwendfeuer der Naturfreunde Leonstein
- Geländelauf in Leonstein
- Leonsteiner Kirtag: findet am 12. Sonntag nach Pfingsten statt
- Badfest
- Weinfest
- Jazz4Hammer
- Hammerschmiedfest (1. Ferienwochenende)
- Fackelwanderung in die Schmiedleithen (6. Jänner)
- Faschingsumzüge am Faschingssamstag (Abwechselnd in Leonstein und Grünburg)

### Vereine
- Feuerwehrjugend Grünburg
- Feuerwehrjugend Leonstein
- Feuerwehrjugend Wagenhub
- Kulturverein d’Hammerschmied
- Männergesangsverein Grünburg-Steinbach
- Musikverein Leonstein
- Pfadfinder Leonstein
- Atib Leonstein
- Integrationsverein Leonstein-Molln
- Atib Grünburg
- Goldhaubengruppe Grünburg
- Goldhaubengruppe Leonstein
- Landjugend Steinbach/Grünburg
- Trachtenmusikkapelle Grünburg

### Sport und Freizeit
- Steyrtalradweg: der Radweg führt 20 km durch das Gemeindegebiet
- Laufen, Nordic Walking: 2005 wurden vier Lauf- und Nordic Walking Strecken eröffnet, die verschiedenen Ansprüchen gerecht werden
- Beachvolleyballplatz
- Familien- und Erlebnisfreibad Leonstein

## Wirtschaft und Infrastruktur

### Wirtschaft
- Wellpappe-Erzeugung
- Holzverarbeitung

### Verkehr

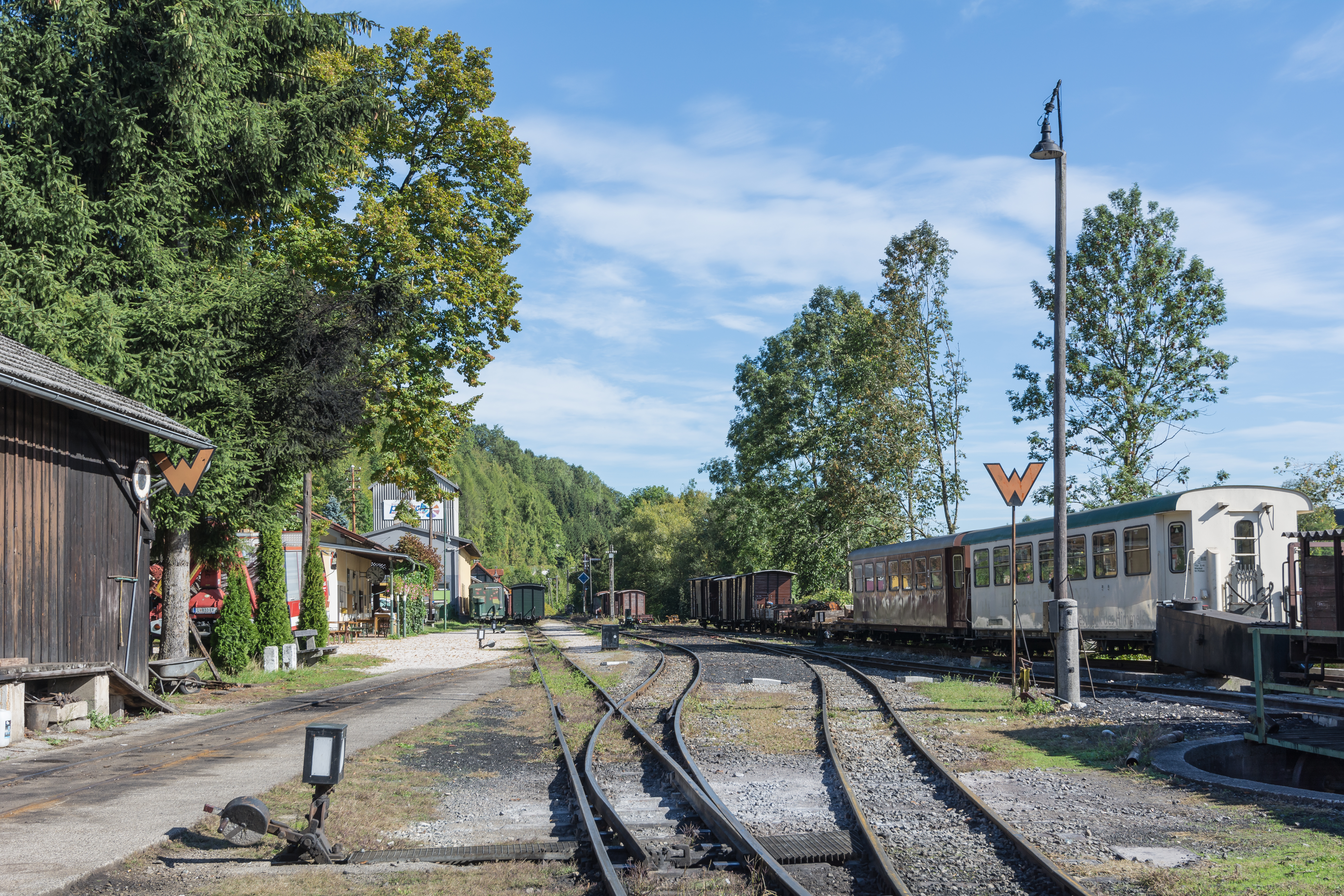
Museumsbahnhof Grünburg auf dem Gemeindegebiet von Waldneukirchen

#### Bus und Bahn
Die Steyrtalbahn, die bis 1982 von Steyr nach Grünburg und früher auch weiter nach Klaus an der Pyhrnbahn verkehrte, wird heute während der Sommermonate und an den Adventwochenenden als Museumsbahn betrieben.
Bahnhöfe mit regelmäßigem Personenverkehr befinden sich in Kirchdorf an der Krems und Klaus (je zirka 20 km von Grünburg entfernt) und Rohr im Kremstal (zirka 15 km von Grünburg; alle Bahnhöfe an der Pyhrnbahn). Grünburg ist mit Postbussen direkt von Steyr, Kirchdorf an der Krems, Sierning und anderen Orten erreichbar.

#### Straße
Grünburg liegt an der Steyrtal Straße (B 140) von Steyr nach Klaus an der Pyhrnbahn. Unter dem starken Verkehrsaufkommen, besonders an Lkw, die sich durch das enge Ortszentrum zwängen mussten, hatte der Ort lange zu leiden. Eine als Tunnel ausgeführte Umfahrungsstraße, die im Jahr 2008 eröffnet wurde, hat die Situation verbessert.
Eine Bezirksstraße führt von Grünburg über Steinbach an der Steyr nach Ternberg. Die nächsten Autobahnanschlüsse befinden sich in Sattledt (Anschluss an die West Autobahn A 1, zirka 27 km von Grünburg) und in Klaus an der Pyhrnbahn (Pyhrn Autobahn A 9, zirka 18 km von Grünburg).
Durch Grünburg verläuft auch der Steyrtalradweg.
- Video: Fahrt durch den Grünburger Tunnel
- Video: Fahrt durch Untergrünburg auf der Ortsdurchfahrt

### Polizei

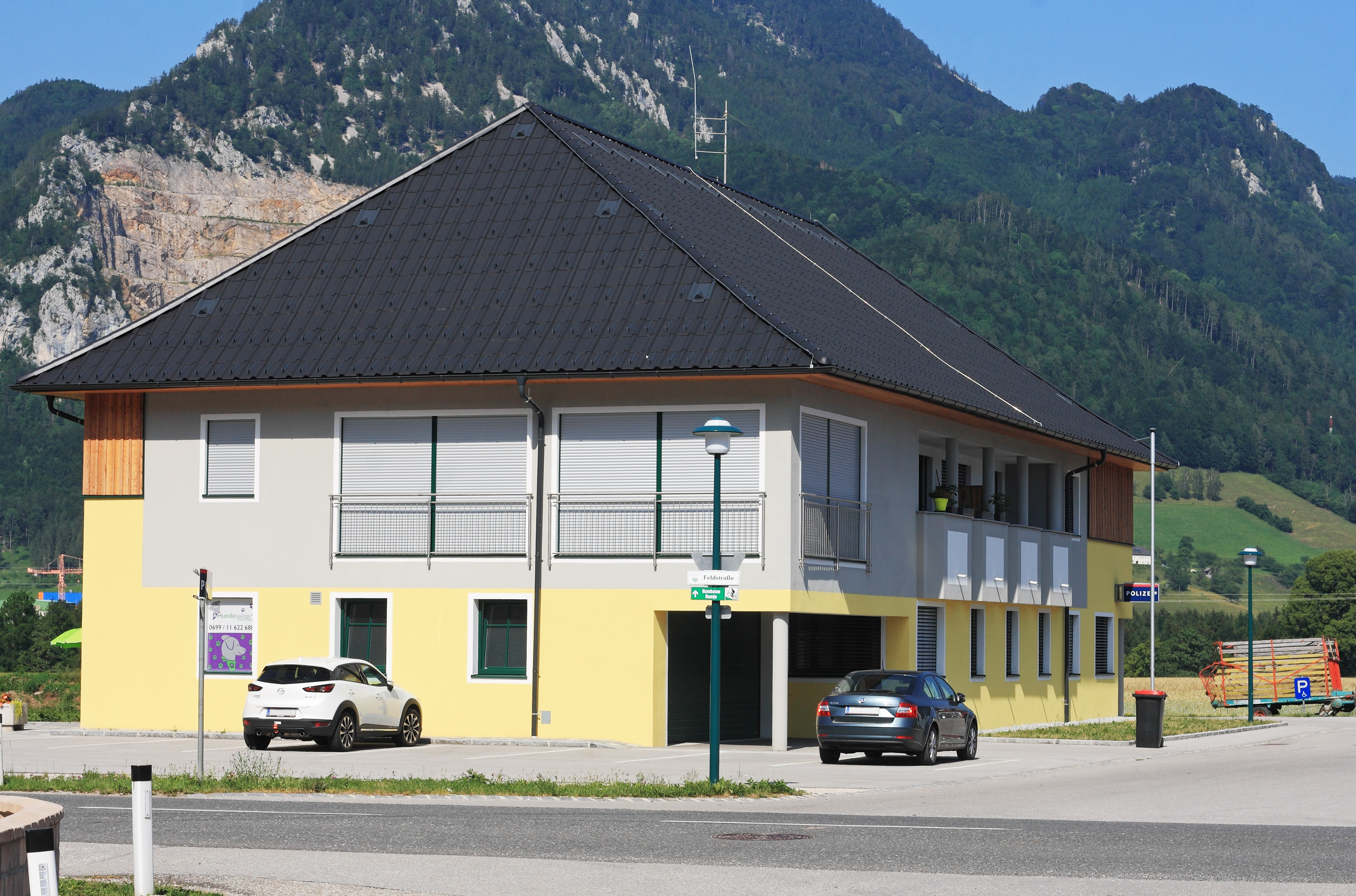
Polizeiinspektion Steyrtal

- Polizeiinspektion Steyrtal (Ortschaft Leonstein)

### Bildung und Soziales
- Kindergarten Grünburg
- Kindergarten Leonstein
- Volksschule Obergrünburg
- Volksschule Leonstein
- Mittelschule Grünburg
- Landesmusikschule (Leonstein)
- Altenheim Grünburg

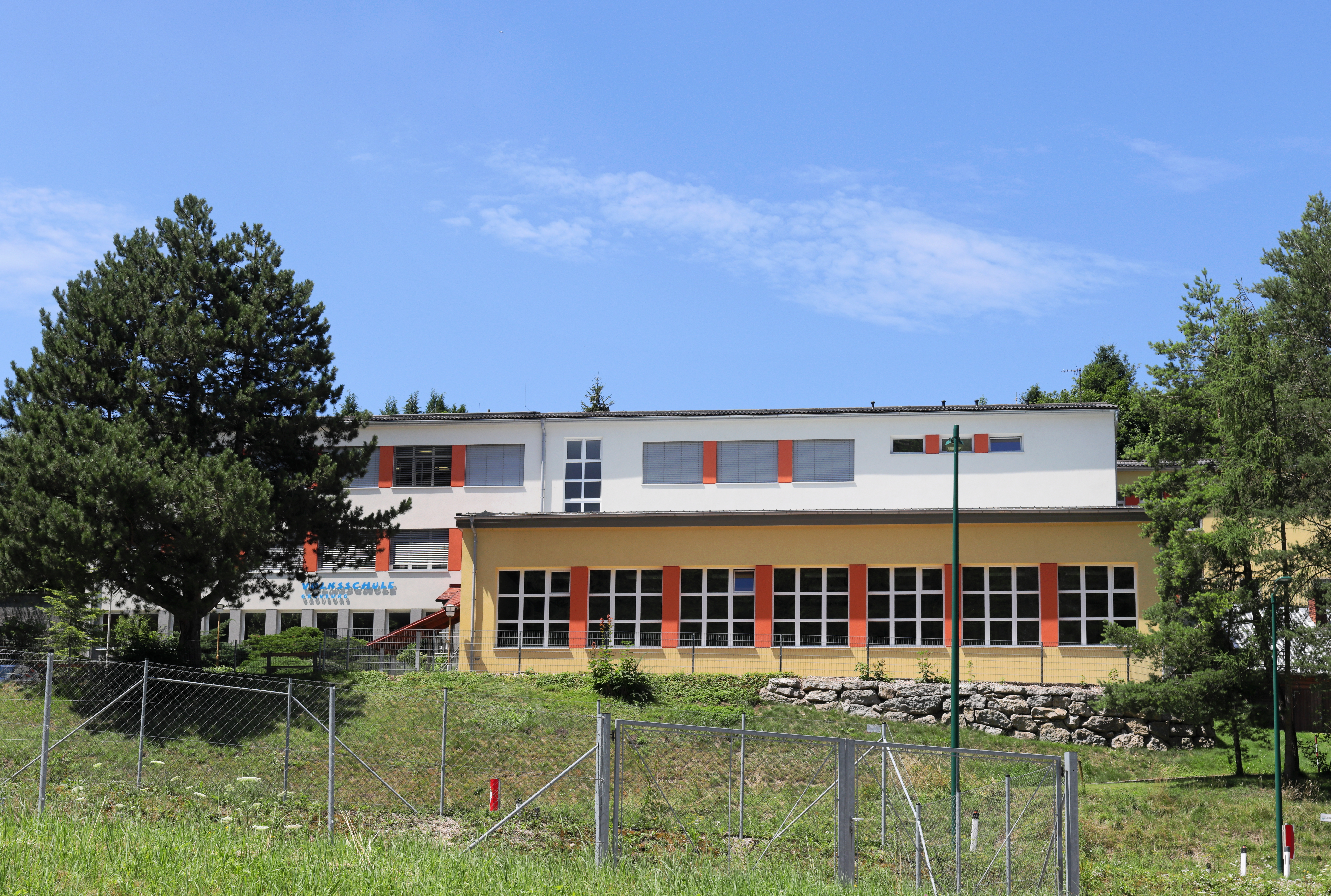
Volksschule Grünburg (Obergrünburg)
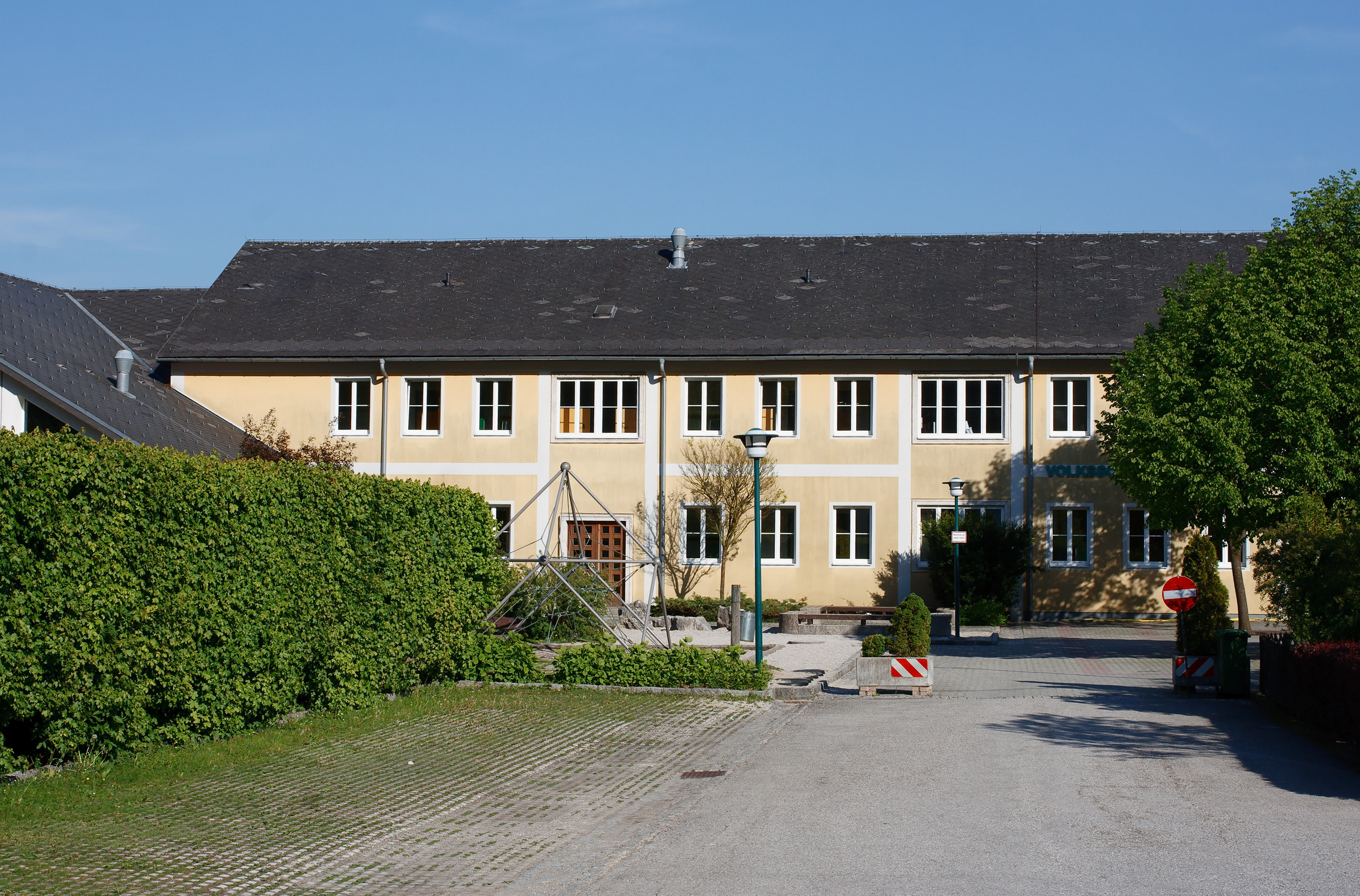
Volksschule Leonstein
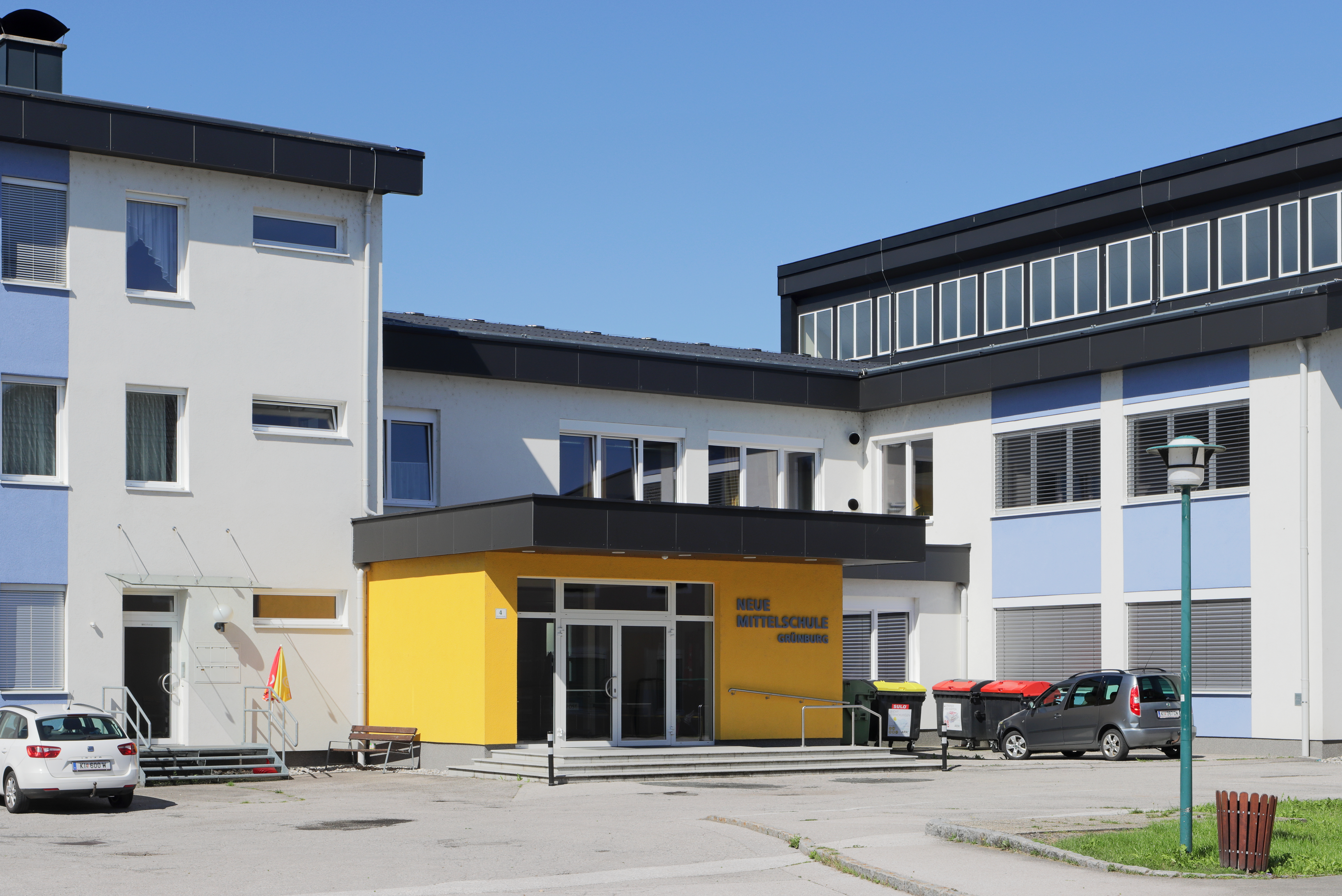
Mittelschule Grünburg
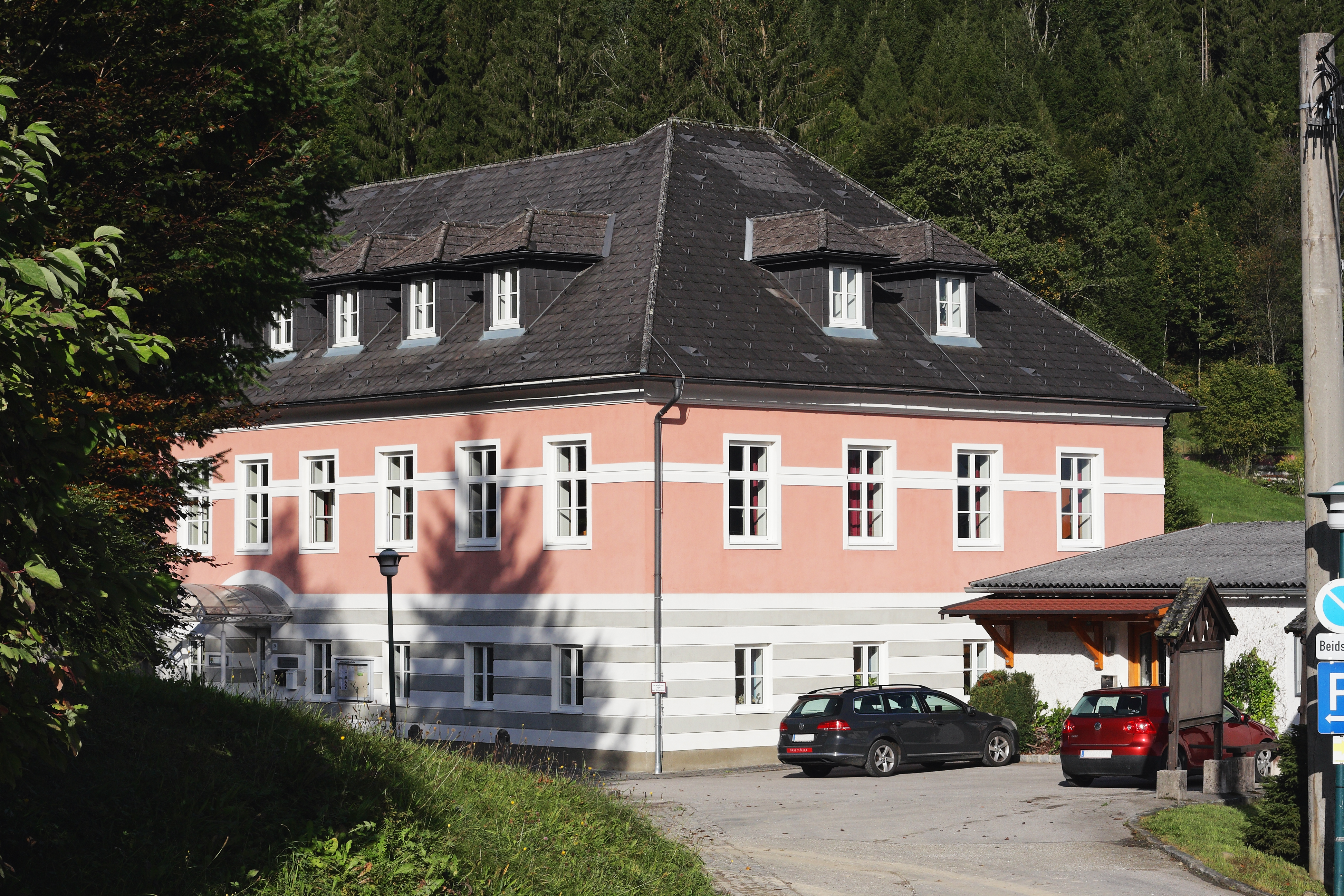
Landesmusikschule Grünburg (Leonstein)
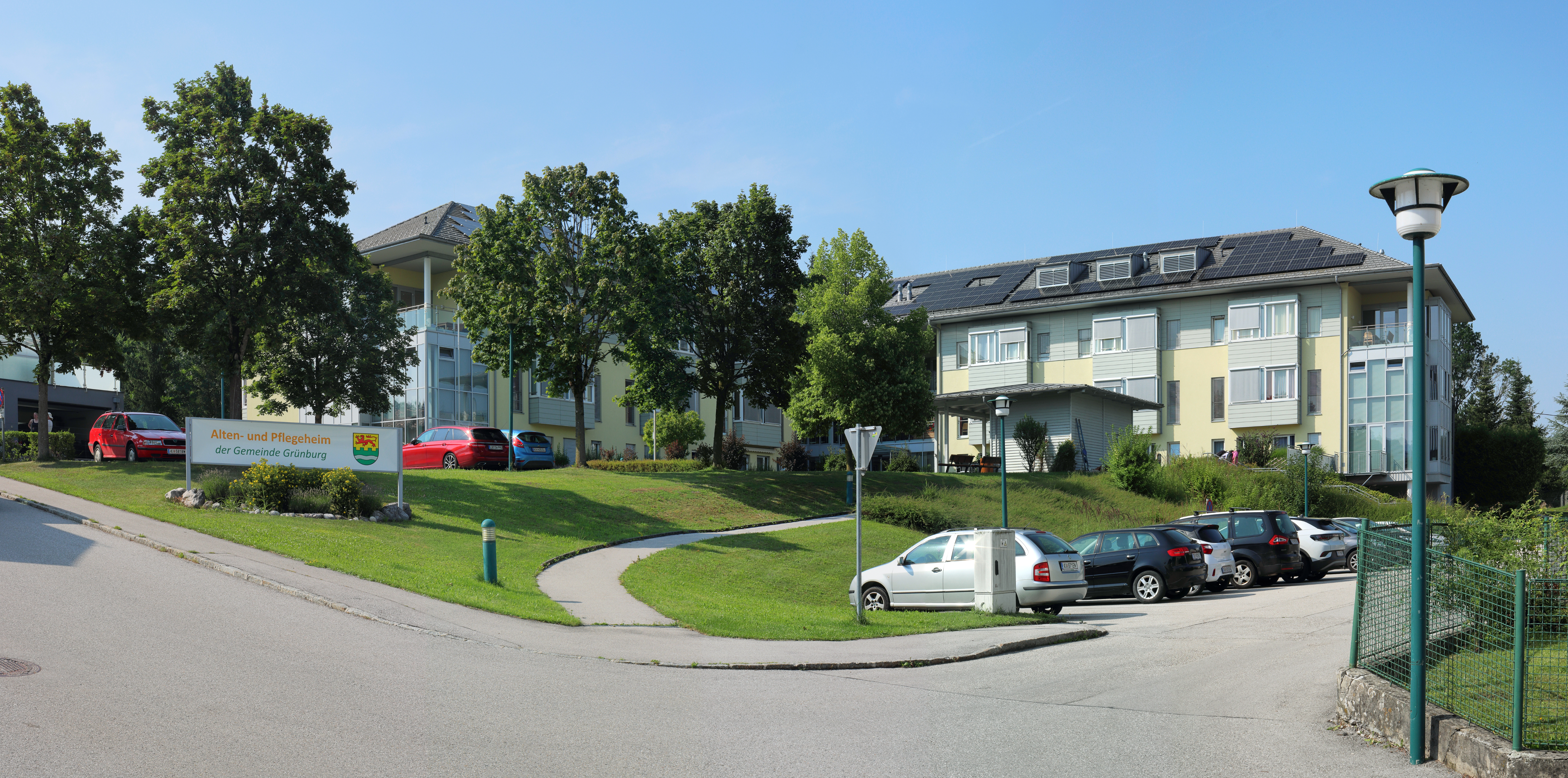
Altenheim Grünburg

## Politik

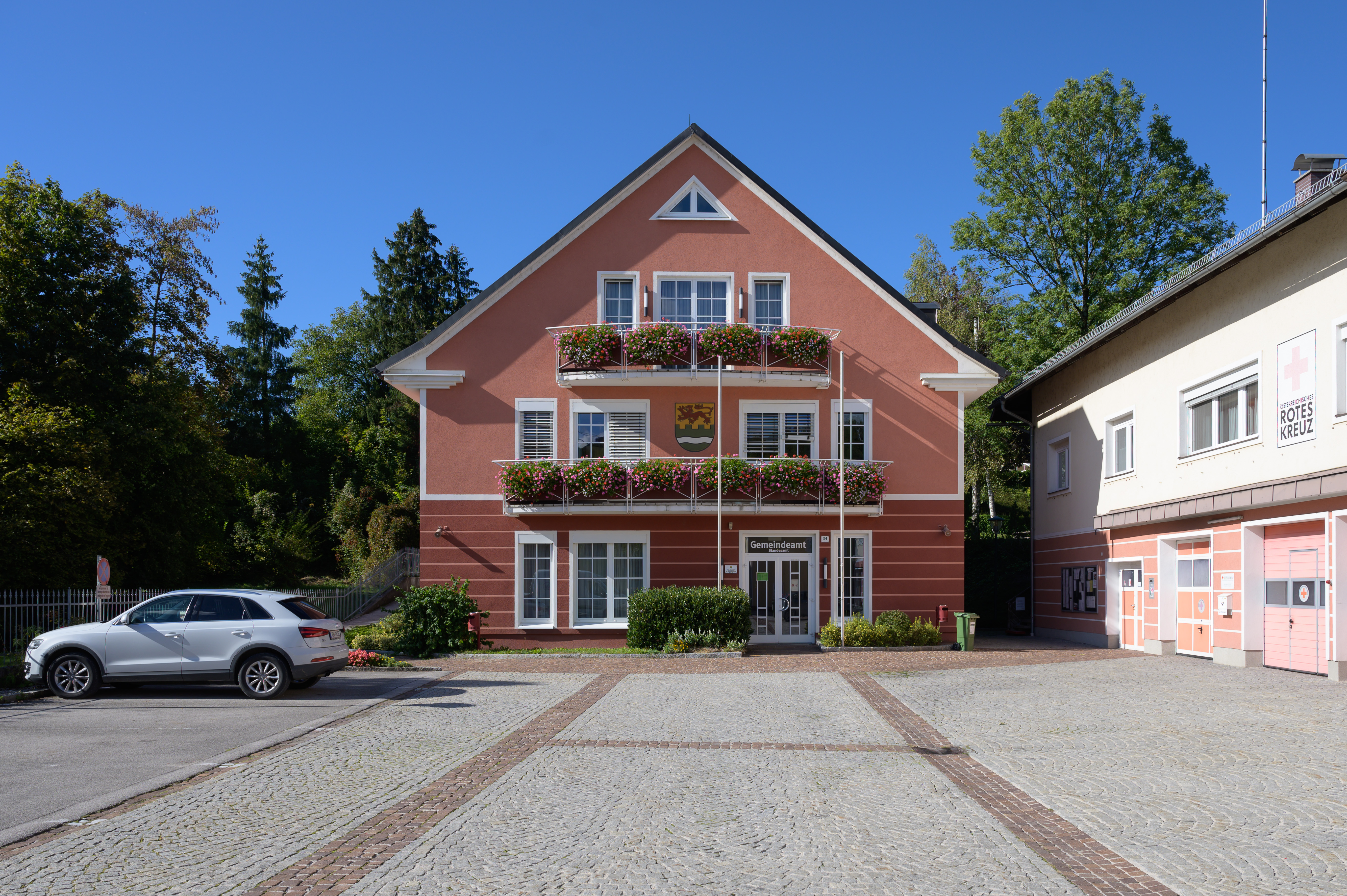
Gemeindeamt Grünburg in Untergrünburg

### Gemeinderat
Der Gemeinderat hat 25 Mitglieder.
- Mit den Gemeinderats- und Bürgermeisterwahlen in Oberösterreich 2003 hatte der Gemeinderat folgende Verteilung: 13 ÖVP, 10 SPÖ und 2 FPÖ.[10]
- Mit den Gemeinderats- und Bürgermeisterwahlen in Oberösterreich 2009 hatte der Gemeinderat folgende Verteilung: 14 ÖVP, 8 SPÖ und 3 FPÖ.[11]
- Mit den Gemeinderats- und Bürgermeisterwahlen in Oberösterreich 2015 hatte der Gemeinderat folgende Verteilung: 13 ÖVP, 6 SPÖ und 6 FPÖ.[12]
- Mit den Gemeinderats- und Bürgermeisterwahlen in Oberösterreich 2021 hat der Gemeinderat folgende Verteilung: 13 ÖVP, 6 SPÖ und 6 FPÖ.[13][14]

### Bürgermeister
Bürgermeister seit 1850 waren:
- 1850–1870 Josef Dorfwirth
- 1870–1876 Karl Hönig
- 1876–1885 Johann Sommerhuber
- 1885–1890 Heinrich Sommerhuber
- 1890–1891 Franz Mairinger
- 1891–1894 Franz Reitter
- 1894–1907 Moritz Ludwig
- 1907–1918 Johann Traunmüller
- 1918–1919 Josef Ströbitzer
- 1919–1919 Anton Aigner
- 1919–1920 Matthäus Gaspelmayr
- 1920–1920 Franz Burgholzer
- 1920–1933 Georg Aigner
- 1933–1934 Josef Zeitlinger
- 1934–1938 Johann Traunmüller
- 1938–1938 Rupert Priller
- 1938–1945 Franz Raml
- 1945–1946 Georg Aigner
- 1946–1949 Michael Schimpfhuber
- 1949–1963 Leopold Gressenbauer
- 1963–1973 Karl Wandrak
- 1973–1979 Bruno Vogl
- 1979–2000 Theodor Weiß
- 2000–2003 Christian Lattner
- 2003–2007 Karl Grammer (ÖVP)
- seit 2007 Gerald Augustin (ÖVP)[16]

### Wappen
| | Blasonierung: „Zinnenförmig geteilt; oben in Gold ein roter, schwarz bewehrter, schreitender Löwe, unten in Grün eine silberne Wellenleiste im Schildfuß.“ |
| Wappenbegründung: Zinnenteilung und Löwe sprechen sinnbildlich für die Ortsnamen Grünburg bzw. Leonstein; die Wellenleiste verweist auf die Steyr, die, von Süden nach Norden fließend, auf rund 17 km die östliche Gemeindegrenze bildet. Die Gemeindefarben sind Rot-Gelb-Grün. | |

## Persönlichkeiten

### Söhne und Töchter der Gemeinde
- Grünburger (Grunenpurch), ein Adelsgeschlecht des 12. und 13. Jahrhunderts
- August Edlbacher (1805–1862), Pfleger einer Herrschaft, Landesgerichtsrat und Abgeordneter zum Österreichischen Abgeordnetenhaus
- Johann Nepomuk von Alpenburg (1806–1873), Lyriker und Autor, Mäzen
- Joseph Edlbacher (1817–1868), Beamter und Maler
- Franz Attorner (1856–nach 1901), Maler und Restaurator
- Franz Hueber (1894–1981), Notar und Politiker
- Georg Rabuse (1910–1976), Romanist und Literaturwissenschaftler, (geboren in Leonstein)
- Hermann Edtbauer (1911–2012), Volksschullehrer, Chorleiter, Rundfunkmoderator und Mundartautor
- Hermann Brandstätter (1930–2024), Psychologe
- Leopold Gressenbauer (1931–1988), Politiker (SPÖ)
- Eduard Bousrd Bangerl (1956–2012), Pädagoge und Maler
- Gerhard Fallent (* 1960), Politiker (ÖVP/FPÖ)

### Personen mit Bezug zur Gemeinde
- Georg Matthäus Vischer (1628–1696), einer der bedeutendsten Kartografen Österreichs, Topograph, Geistlicher in Leonstein
- Matthäus Gaspelmayer (1872–1945), Landwirt und Politiker